# Alan Blumenfeld
Alan Blumenfeld (New York, 4 settembre 1952) è un attore statunitense.

## Filmografia parziale

### Cinema
- Venerdì 13 parte VI - Jason vive (Friday the 13th Part VI: Jason Lives), regia di Tom McLoughlin (1986)
- Tin Men - 2 imbroglioni con signora (Tin Men), regia di Barry Levinson (1987)
- Piccola peste torna a far danni (Problem Child 2), regia di Brian Levant (1991)
- Marito a sorpresa (Holy Matrimony), regia di Leonard Nimoy (1994)
- Una promessa è una promessa (Jingle All the Way), regia di Brian Levant (1996)
- Heartbreakers - Vizio di famiglia (Heartbreakers), regia di David Mirkin (2001)
- The Ring, regia di Gore Verbinski (2002)
- In Her Shoes - Se fossi lei (In Her Shoes), regia di Curtis Hanson (2005)
- Sfida senza regole (Righteous Kill), regia di Jon Avnet (2008)

### Televisione
- Genitori in blue jeans (Growing Pains) – serie TV, episodio 1x12 (1985)
- Ai confini della realtà (The Twilight Zone) – serie TV, episodio 1x55 (1986)
- E.R. - Medici in prima linea (ER) – serie TV, 1 episodio (1998)
- Felicity - serie TV, 1 episodio (1998-2002)
- Sabrina, vita da strega (Sabrina, the Teenage Witch) – serie TV, 2 episodi (2001)
- CSI - Scena del crimine (CSI: Crime Scene Investigation) – serie TV, 3 episodio (2003-2010)
- Grey's Anatomy – serie TV, episodio 3x04 (2006)
- Castle – serie TV, episodio 6x03 (2013)
- The Patient – miniserie TV, 3 puntate (2022)
- Hunters – serie TV, episodi 2x01-2x04 (2023)

## Doppiatori italiani
Nelle versioni in italiano delle opere in cui ha recitato, Alan Blumenfeld è stato doppiato da:
- Saverio Moriones in Piccola peste torna a far danni, Castle
- Paolo Lombardi in Marito a sorpresa, Felicity
- Mauro Magliozzi in Una promessa è una promessa, Heartbreakers - Vizio di famiglia
- Cesare Barbetti in Venerdì 13 parte VI - Jason vive
- Massimo Corvo in Tin Men - 2 imbroglioni con signora
- Wladimiro Grana in In Her Shoes - Se fossi lei
- Alessandro Rossi in Casa Keaton (ep. 2x18)
- Manlio De Angelis in Casa Keaton (ep. 4x08)
- Enzo Avolio in E.R. - Medici in prima linea
- Ambrogio Colombo in Senza traccia
- Bruno Alessandro in Cold Case - Delitti irrisolti
- Michele Gammino in CSI - Scena del crimine (ep. 3x20)
- Giorgio Lopez in CSI - Scena del crimine (ep. 10x09, 10x23)
- Mauro Bosco in Grey's Anatomy
- Pierluigi Astore in Mad Men
- Gerolamo Alchieri in Bosch
- Fabrizio Temperini in Hunters